# I’ll Buy That Dream
I’ll Buy That Dream ist ein Song von Allie Wrubel (Musik) und Herb Magidson (Text), der 1944 veröffentlicht wurde.
Wrubel und Magidson schrieben I’ll Buy That Dream für den Film Sing Your Way Home (1945) unter der Regie von Anthony Mann, mit Jack Haley und Marcy McGuire in den Hauptrollen. In dem Film wird er von Anne Jeffreys und Chor, dann von Marcy McGuire und Glenn Vernon vorgestellt. Der Song erhielt 1946 eine Oscar-Nominierung in der Kategorie Bester Song.
I’ll Buy That Dream gehörte 1944/45 thematisch zu einer Reihe von Songs, die mit der „Emphase von Träumen“ der jungen Frauen spielten, die sich nach ihren im Zweiten Weltkrieg kämpfenden Freunden und Männern sehnten. Solche „Traum-Songs“ lauteten I Dream of You, Sweet Dreams, Sweetheart, My Dreams Are Getting Better All the Time oder What’s Your Favorite Dream?
Bereits 1944 entstand eine erste Coverversion des Songs vom Eddie Miller Orchestra; ab 1945 folgten in den Vereinigten Staaten Aufnahmen der Swing-Orchester von Hal McIntyre, Harry James, Duke Ellington, Woody Herman, Tommy Dorsey/Frank Sinatra, Charlie Barnet und in Europa von Ernst Höllerhagen. 1945 nahmen Helen Forrest und Dick Haymes eine Duoversion auf, begleitet vom Victor Young Orchester (Decca 23434), ferner in England von Victor Sylvester (Columbia FB 3194) und Joe Loss; später wurde der Song auch von Guy Lombardo, Doris Day, Pat Boone, Dean Martin, Nat Pierce (1956) und von Greetje Kauffeld (1999) eingespielt.